# Martyn Irvine
Martyn Irvine (Newtownards, 6 giugno 1985) è un dirigente sportivo, ex pistard e ciclista su strada irlandese, originario dell'Irlanda del Nord.
Campione del mondo 2013 dello scratch su pista, si è ritirato dall'attività nel gennaio 2016 dopo aver fallito la qualificazione ai Giochi olimpici di Rio de Janeiro; tornato alle corse nel 2017 con il neonato team Professional Continental irlandese Aqua Blue Sport, a fine stagione ha lasciato definitivamente le gare per assumere il ruolo di direttore sportivo nello stesso team.

## Palmarès

### Pista
- 2010

Campionati irlandesi, Chilometro a cronometro
Campionati irlandesi, Inseguimento individuale
- 2011

Campionati irlandesi, Chilometro a cronometro
Campionati irlandesi, Inseguimento individuale
Campionati irlandesi, Scratch
- 2013

Campionati del mondo, Scratch
1ª prova Coppa del mondo 2013-2014, Corsa a punti (Manchester)

### Strada
- 2006

1ª tappa Rás Connachta (Cong)
- 2007

1ª tappa Tour of Ulster (Omagh)
- 2008

1ª tappa Tre Giorni di Portaferry
- 2009

Classifica generale Tour of the North
3ª tappa Tour of Ulster (Omagh)
3ª tappa Suir Valley 3 Day (Clonmel)
- 2010

Campionati irlandesi, Criterium
1ª tappa Suir Valley 3 Day
- 2011

Campionati irlandesi, Criterium
7ª tappa Rás Tailteann (Tramore > Kildare)

## Piazzamenti

### Competizioni mondiali
- Campionati del mondo su pista

Ballerup 2010 - Inseguimento a squadre: 13º
Apeldoorn 2011 - Omnium: 10º
Melbourne 2012 - Omnium: 7º
Minsk 2013 - Scratch: vincitore
Minsk 2013 - Inseguimento individuale: 2º
Cali 2014 - Scratch: 2º
Cali 2014 - Inseguimento individuale: 12º
Cali 2014 - Corsa a punti: 6º
Saint-Quentin-en-Yvelines 2015 - Scratch: 10º
Saint-Quentin-en-Yvelines 2015 - Omnium: 17º
- Giochi olimpici

Londra 2012 - Omnium: 13º